# Karl-Heinz Gzeschuchna
Karl-Heinz Gzeschuchna (8 de junio de 1943) es un deportista de la RDA que compitió en remo. Ganó una medalla de oro en el Campeonato Mundial de Remo de 1966, en la prueba de cuatro con timonel.

## Palmarés internacional
| Campeonato Mundial | Campeonato Mundial | Campeonato Mundial | Campeonato Mundial |
| Año                | Lugar              | Medalla            | Prueba             |
| ------------------ | ------------------ | ------------------ | ------------------ |
| 1966               | Bled (Yugoslavia)  | Medalla de oro     | Cuatro con timonel |